# إبراهام إليسون غاريت
إبراهام إليسون غاريت (بالإنجليزية: Abraham Ellison Garrett)‏ هو محامي وسياسي أمريكي، ولد في 6 مارس 1830 في مقاطعة أوفرتون في الولايات المتحدة، وتوفي في 14 فبراير 1907 في كارثاغ في الولايات المتحدة. حزبياً، نشط في الحزب الديمقراطي. وقد انتخب عضو مجلس نواب تينيسي وانتخب عضو مجلس النواب الأمريكي.